# Claës Christian Olrog
Claës Christian Claësson Olrog, född 25 november 1912 i Danderyd, död 29 november 1985 i San Miguel de Tucumán, Argentina, var en svensk ornitolog och zoolog verksam i Argentina där han var bosatt större delen av sitt liv. Olrog grundade den argentinska fältornitologin och kallas alltjämt för El Maestro.
Olrog växte upp i Stocksund i Danderyd utanför Stockholm. Föräldrarna var jägmästaren Claus (Claës) Christian Olrog och Sigrid Erika Ida Petrovna Tersmeden. 
Efter att ha avslutat sina studier i Stockholm och Uppsala  genomförde han ett flertal vetenskapliga expeditioner, bl.a. till Chile, Paraguay och Eldslandet . År 1948 blev han utnämnd till professor vid universitetet i Tucumán i nordvästra Argentina, där han var verksam ända fram till 1980 då han gick i pension. Han var gift med Syster Gunilla Maria Bellander. Olrog var kusin till den kände visdiktaren Ulf Peder Olrog.
Det var i Argentina som Olrog genomförde sin stora gärning. Han genomkorsade hela södra Sydamerika som en av de första ornitologerna och kunde således beskriva en rad nya arter och underarter för vetenskapen. Resorna ledde till att han grundlade en av Sydamerikas främsta samlingar i sin hemstad Tucumán.
Som författare debuterade Olrog redan innan han bosatte sig i Argentina. Men han blev känd som banbrytare då han 1959 publicerade den första argentinska ornitologiska fälthandboken, Las Aves Argentinas - Una guía de campo, som än idag har stor betydelse för argentinsk fältornitologi.
Olrog har fått flera arter och underarter uppkallade efter sig, bl.a. Andalgalomys olrogi (en gnagare) och Cinclodes olrogi (bäckcinclodes). 

## Av Olrog beskrivna arter och underarter

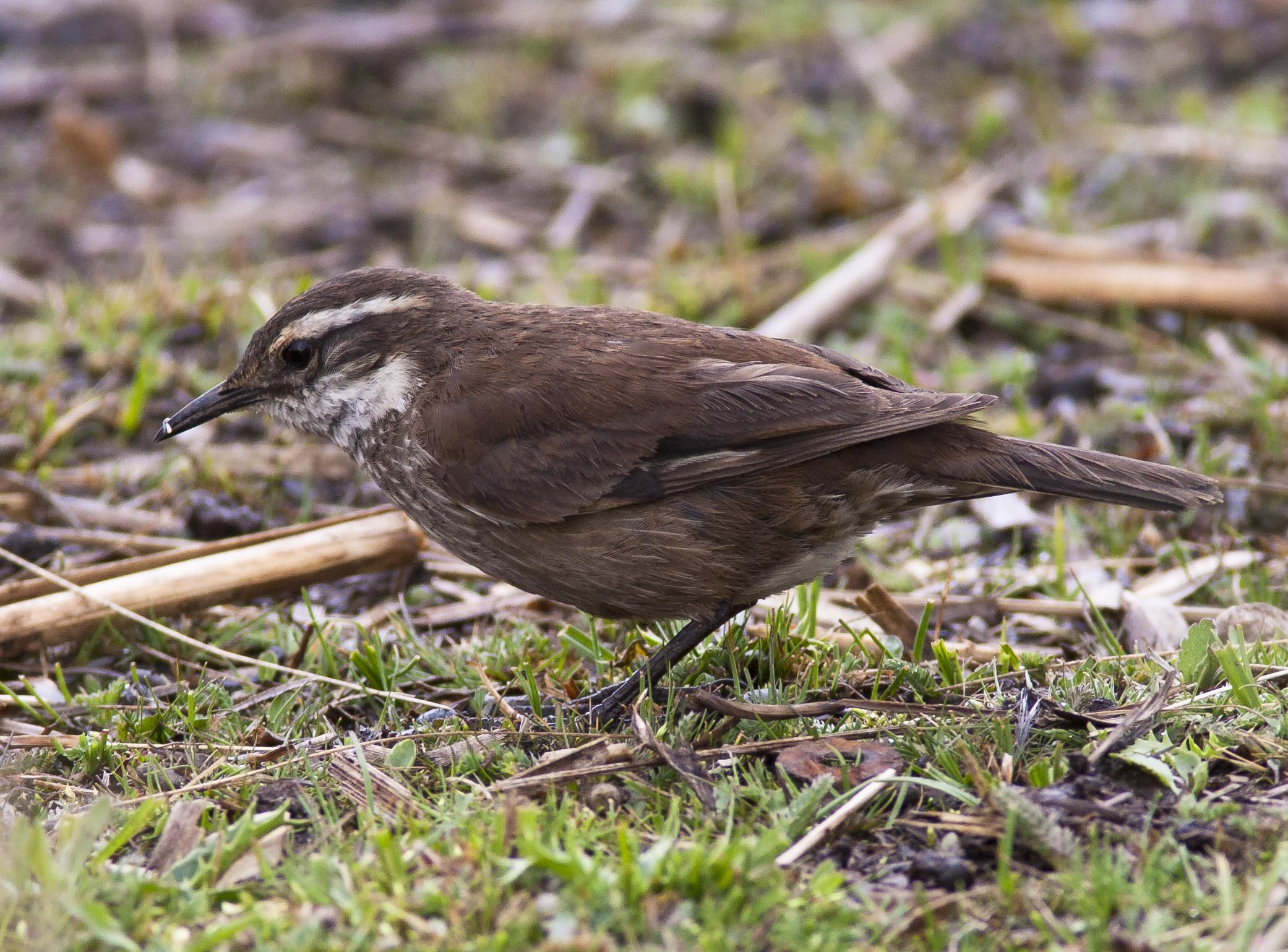
Cinclodes olrogi (Bäckcinclodes)

Olrog är auktor för en art och åtminstone elva underarter. I kronologisk följd:
- Gulkronad marktyrann (Muscisaxicola flavinucha brevirostris) Olrog, 1949
- Argentinatrut (Larus atlanticus) Olrog, 1958
- Prakttinamo (Eudromia elegans magnistriata) Olrog, 1959
- Prakttinamo (Eudromia elegans riojana) Olrog, 1959
- Busktinamo (Nothoprocta cinerascens parvimaculata) Olrog, 1959
- Fläckig tinamo (Nothura maculosa pallida) Olrog, 1959
- Vitstrupig törnskrika (Pseudoseisura gutturalis ochroleuca) Olrog, 1959
- Bandvingad nattskärra (Caprimulgus longirostris patagonicus) Olrog, 1962
- Lyrnattskärra (Uropsalis lyra argentina) Olrog, 1975
- Prärieuggla (Athene cunicularia partridgei) Olrog, 1976
- Vitpannad pärluggla (Aegolius harrisii dabbenei) Olrog, 1979
- Rödbrun nattskärra (Caprimulgus rufus saltarius) Olrog, 1979